# 인바디 (회사)
인바디(舊 바이오스페이스)는 대한민국의 의료기기 제조 업체다. 주요 사업은 체성분 분석 장비 개발 및 판매다. 바이오스페이스로 1996년 5월 창립한 뒤 2000년 12월 코스닥에 상장하였고 2002년 3월 천안에 공장을 설립하여 국내, 해외 판매되는 전 제품을 자체 생산해왔다.
인바디는 현재 한국과 일본에서 체성분 분석을 의미하는 고유명사가 되었다. 인바디가 널리 보급되며 체성분 분석기 자체를 뜻하는 단어로 자리 잡게 되자, 바이오스페이스는 2014년 9월 자사의 대표 브랜드 인바디와 동일하게 사명을 변경하였다.

인바디 970 모델

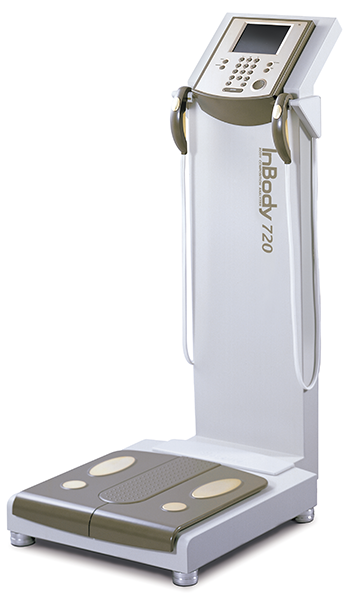
인바디 720 모델

## 제품
독자 개발한 체성분 분석기 인바디가 주력 상품이다. 1997년 9월 대표기술의 한국특허를 획득한 이래 대한민국, 미국, 일본, 캐나다에서 총 44개의 체성분 분석 관련 특허를 획득하였다. 체성분분석기는 병원, 보건소, 스포츠센터, 학교 등 국내 약 20,000여곳에서 구매했고, 해외에서는 일본, 미국, 대만, 중국, EU, 브라질, 멕시코, 그리스 등 6,000여 곳에 수출되었다.
- BWA 2.0 : 인바디에서 출시한 하이엔드 브랜드 장비로, 체수분 정밀 분석기이다.
- InBody970 : 가장 성능이 좋은 플래그쉽 상품이며, 가장 최신의 스탠딩 측정 모델이다

- InBody370 : 주력 상품이며, 현재 많은 수의 소규모 피트니스 센터에 비치되어있는 모델이다.

- InBodyH30 : 새로 출시한 고급형 가정용 인바디이다. 2023년 출시되었다.

- InBodyFit : 일반형 가정용 인바디이며 2023년 출시되었다. 인바디의 자회사 InBodyFit+ Co,.Ltd에서 판매하며 별도 앱인 InBodyFit+을 통해 사용할 수 있다.

## 사업
주요 사업은 체성분 분석기, 체수분 분석기, 자동 혈압계, 자동 신장 체중계 등 의료장비 제조와 판매이며, 매출은 체성분 분석기에서 96% 이상이 나온다. 부가적으로 체성분 정보 관리프로그램, 체력진단장비 및 건강증진 솔루션도 제공하고 있다. 체성분 분석기를 기반으로 하여 헬스케어 전반을 다루는 전자의료기기 사업분야로 확장할 계획을 갖고 있다.

## 사업 확장
국내에 11개 지사가 있으며 미국, 일본, 중국, 유럽(네덜란드), 독일, 영국, 멕시코, 아시아(말레이시아), 인도 9곳에 현지법인과 지사를 설립하여 운영 중이다. 현지법인 외에도 해외 대리점 56개를 운영하며 인바디 기계를 전세계 109개국에 수출하고 있다. 전체 매출에서 해외 수출 비중이 70%이다.
아래는 해외 법인, 자회사 혹은 지사이다.
- InBody USA, Cerritos California, United States
- InBody China, Shanghai, China
- InBody Europe, Amsterdam, Netherlands
- InBody Japan, Tokyo, Japan
- InBody India, Mumbai, India
- InBody Malaysia, Kuala Lumpur, Malaysia
- InBody UK, Coalville, United Kingdom
- InBody Germany, Eschborn, Germany
- InBody Mexico, Ciudad de Mexico, Mexico
- InBodyFit+, Seoul, Korea.

## 전망
2010년 이후 매분기 흑자를 기록하고 있고, 2014년 주가는 2012년 대비 5배가량 올랐다. 대한민국의 고령화 추세와 정부의 의료 분야 육성 정책을 고려하면 의료기기 산업은 밝을 것으로 전망되고 있다.

## 같이 보기
인바디 홈페이지 https://www.inbody.co.kr/